# Raymond Aron
Raymond-Claude-Ferdinand Aron (Párizs, 1905. március 14. – Párizs, 1983. október 17.) francia filozófus, szociológus, politológus. 
Önmeghatározása szerint liberális keynesiánus, aki sem az újbaloldalhoz, sem a hagyományos jobboldalhoz nem kötődik. Önmagát elkötelezett szemlélőként definiálta. Ezzel utalt Sartre egyik művére (Az értelmiség védelmében, 1972), melyben Sartre az értelmiségi kötelességének az elköteleződést, a csatlakozást tartotta, és emiatt például 1956 kapcsán is az általa preferált kommunizmusnak is meg tudott bocsátani. Aron ezzel szemben olyan gondolkodóként határozta meg magát, aki nem feledkezik meg arról, hogy az emberi jogok, az emberi méltóság mindenek felett állnak, viszont ezek érvényesítése miatt nem csatlakozik, nem köteleződik el, és megőrzi kritikai attitűdjét. Ez az álláspontja vezette oda, hogy politikai aktivitást is hajlandó volt vállalni, pl. a nácik ellen csatlakozott a Szabad Franciaországhoz, és a kommunisták ellen belépett a de Gaulle-féle RPF-be -viszont bírálta de Gaulle egyes bonapartizmusra utaló tetteit is.
Objektivitásra törekvése miatt elutasított minden utópiát, fundamentalizmust, totalitárius ideológiát, akár bal-, akár jobboldaliról legyen szó. A szovjet rendszer elnyomó és expanzív jellegét felismerve támogatta az USA európai katonai jelenlétét, és a NATO-t, ami heves megütközést keltett a francia értelmiségi körökben.

## Élete
Párizsban született, szekuláris, asszimilált zsidó családban. Az École normale supérieure-ön tanult filozófiát. Itt ismerkedett meg Jean-Paul Sartre-ral, akivel barátságot kötött, noha filozófiájukban egymás ellenfelei voltak. 1928-ban szerzett tanári oklevelet, majd 1930-ban doktorátust szerzett történelemfilozófiából. 1930–33 között ösztöndíjjal Köln-ben majd Berlinben kutatott. Nagy hatással volt rá a nácik terrorja, ami miatt kialakította liberális meggyőződését. Franciaországba való hazatérése után Lyonban egy középiskolában tanított.
1939-ben, a háború kitörésekor a Toulousi Egyetemen tanított társadalomfilozófiát. Bevonult katonának, majd az összeomlás után Londonba menekült, és csatlakozott a De Gaulle által vezetett Szabad Franciaország mozgalomhoz. A gaulleisták által kiadott France Libre szerkesztője volt.
A háború után szociológiát tanított az Éccole Nationale d'Administrationban (ÉNA) és a Párizsi Politikai Tanulmányok Intézetében. 1965-68 között a Sorbonne-on, majd 1970 után a Collège de France-ban tanított.
1947-től, több mint 30 éven keresztül a Le Figaro újságírója volt, majd a L'Express című újságban írt politikai tárgyú cikkeket.

## Munkássága

### Aron és Marx
Aron elutasítja a marxizmust, egyszerűen egy világi vallásnak titulálva azt. Számára elfogadhatatlan volt a francia baloldali értelmiségiek attitűdje, mely a szovjet lágerek és kegyetlenkedések titkainak napvilágra kerülése után is támogatta a szovjet berendezkedést. Nem hitt abban, hogy a szovjet típusú gazdaság- és társadalomszervezés magasabb rendű lenne a polgári berendezkedésnél. Üdvözölte az 56-os magyar forradalmat, a század egyetlen antitotalitárius forradalmaként jellemezve azt.

### Totalitarizmus-elmélete
Hannah Arendt definícióját továbbfejlesztve a totalitárius rendszerek öt alkotóelemét különböztette meg:
1. Egy politikai párt rendelkezik a politikai cselekvés monopóliumával.
2. E monopóliummal rendelkező párt ideológiája teljes autoritással ruházza föl a pártot, és ezzel egyben az állam hivatalosan elfogadott igazságává is válik.
3. Ennek az igazságnak a terjesztésére az állam kettős monopóliummal rendelkezik: monopóliummal a meggyőzés, és monopóliummal a kényszerítés terén. Az állam emiatt kontrollálhatja a rádiót, televíziót stb.
4. A gazdasági és a szakmai tevékenységek általában az államnak vannak alárendelve, és így az állam részévé válnak. Mivel az állam nem elválasztható az ideológiájától, a szakmai és a gazdasági tevékenységek is átitatódnak az ideológiával.
5. Mivel minden alá van rendelve az ideológiának, ezért minden tévedés egyben ideológiai bűn is: ebből következik, hogy az egyéni tévedések is átpolitizálódnak, ami maga után vonja az állandó terrort, illetve egy terrorszervezet fenntartását, mely egyszerre rendőri és ideológiai szinten működik.
A totalitárius jelenség akkor jelenik meg, amikor ezek az alkotóelemek rendszerré állnak össze, de ugyanakkor külön-külön is teljesülnek.

### A nemzetközi kapcsolatok aroni elmélete
Aron elképzelését a nemzetközi kapcsolatokról jelentős mértékben befolyásolta Clausewitz és Max Weber. Aron szerint a nemzetközi kapcsolatok a belpolitikához képest sajátosságokkal rendelkeznek: a belpolitikát az államok erőszakmonopóliuma jellemzi. Az állam ezért eldöntheti, hogy mikor legális az erőszak alkalmazása. Ilyen monopólium a nemzetközi kapcsolatokban nincs. A nemzetközi kapcsolatokban ezért van legitimitása és legalitása annak, hogy az egyes aktorok erőszakhoz folyamodjanak.
Véleménye szerint nem létezik a nemzetközi kapcsolatoknak általános elmélete, és elutasítja az ún. okozati elméleteket is. Helyette azt a megközelítést vallja, hogy az államok által követett célok szociológiai elemzése vezethet el a nemzetközi kapcsolatok megértő elméletéhez. Ezt fejti ki a Béke és háború a nemzetek közt című művében (Paix et guerre entre les nations, 1962).
A nemzetközi rendszer szerinte egymással rendszeres kapcsolatban lévő egységek összessége, melyek hajlamosak egymással egy általános háborúba keveredni.Az államok három okból (hatalom/biztonság/dicsőség) folyamodhatnak fegyveres erőszakhoz.
Az egyes államok cselekvését a nemzetközi színtéren azonban nem csak a puszta erőszakkal lehet jellemezni. Az államok nemzeti érdekeinek meghatározásánál ugyanis figyelembe kell venni az egyes államok politikai ideáljait is. A nemzetközi rendszert így végső soron befolyásolják az egyes államokon belüli értékek is. Emiatt Aron homogén nemzetközi rendszert (ahol minden állam ugyanazokat az értékeket vallja) és heterogén nemzetközi rendszert (egymással versengő értékeket valló államok) különböztet meg. Osztályozása szerint beszélhetünk kétpólusú (bipoláris) és többpólusú (multipoláris) rendszerekről.
Nemzetközi kapcsolatokról vallott realista felfogása miatt Henry Kissinger Aront a mesterének tekinti, noha Aron kifejezetten hangsúlyozta az erőszakkal szemben az értékeknek a nemzetközi kapcsolatokban betöltött szerepét.

## Magyar vonatkozások
1965 és 1968 között a Magyarországról kivándorolt Karády Viktor dolgozott mellette asszisztensként. Kende Péter is látogatta előadásait egyetemi hallgató korában. Mindketten Aron magyarországi recepciójában játszottak, illetve játszanak kiemelkedő szerepet.

## Fordítás
- Ez a szócikk részben vagy egészben  a   Raymond Aron című francia Wikipédia-szócikk fordításán alapul.  Az eredeti cikk szerkesztőit annak laptörténete sorolja fel. Ez a jelzés csupán a megfogalmazás eredetét és a szerzői jogokat jelzi, nem szolgál a cikkben szereplő információk forrásmegjelöléseként.

### Magyarul megjelent művei
- Az elkötelezett szemlélő. Beszélgetések Jean-Louis Missikával és Dominique Woltonnal. Fordította: Ferch Magda. Európa Könyvkiadó, 2005. ISBN 963-07-7536-0
- Az értelmiség ópiuma. Fordította: Kovács Zsolt. Akadémiai Kiadó Zrt., 2006. ISBN 9789630584562
- Bevezetés a történetfilozófiába. Részlet. In: Történetelmélet II. Szerk.: Gyurgyák János-Kisantal Tamás. Budapest. Osiris Kiadó, 2006. ISBN 9633898692
- Demokrácia és totalitarizmus. Fordította: Kende Péter. L'Harmattan Kiadó-Szegedi Tudományegyetem Filozófiai Tanszék, Budapest-Szeged, 2005 ISBN 963-7343-07-5
- Háború és béke a nemzetek között. Részlet. Geopolitikai szöveggyűjtemény. Szerk.: Csizmadia Sándor-Molnár Gusztáv-Pataki Gábor Zsolt. Budapest. Stratégiai és Védelmi Kutatóintézet, 1999. ISBN 963-8117-68-0
- Tanulmány a szabadságjogokról; ford., utószó Csizmadia Sándor; Raymond Aron Társaság–Tanulmány, Pécs, 1994 (Szabadságbeszélgetések) ISBN 9630444313
- Előadások az ipari társadalomról. Kossuth Kiadó, 1967, Budapest
- '56 és a franciák : francia gondolkodók a magyar forradalomról / Raymond Aron [et al.] írásai ; Molnár Miklós előszavával ; [... vál. Philippe Cappelaere] ; [ford. Imreh András et al.] 1993. Budapest. Font Könyvkiadó ISBN 963-7646-03-5

### Magyar nyelvű irodalom
- A. Gergely András: A francia politikatudomány recepciója Magyarországon. Online elérhetőség: http://www.mek.iif.hu/porta/szint/tarsad/politika/theory/francpol/francpol.htm
- A második kötet. In: Élet és irodalom. XLIX. évfolyam 25. szám, 2005. június 24. Online: http://www.es.hu/print.php?nid=10826%5B%5D
- Angyalosi Gergely: Raymond Aron emlékezései. In uő. A költő hét bordája. Debrecen. 1996, Latin Betűk
- Csizmadia Sándor: "Az elkötelezett szemlélő". Interjú Raymond Aronnal. In: Filozófiai Figyelő, 1984/4.
- Csizmadia Sándor: Történelem, filozófia, politika Aronnál. In: Filozófiai Figyelő, 1984/4.
- Csizmadia Sándor: Rövid pályakép. In: Raymond Aron: Tanulmány a szabadságjogokról. Pécs : Raymond Aron Társaság : Tanulmány Kiadó. 1994. ISBN 963 04 4431 3
- Csizmadia Sándor (szerk.): Aron. Politikai szabadság és a körültekintés erkölcsisége. Budapest. Aula Kiadó, 2001. ISBN 9789639345300
- Csizmadia Sándor (1983): A \"fejedelem tanácsadója\". Párizsi beszélgetés Raymond Aron szociológussal. Élet és Irodalom IV. 15.
- Edvard Arab-Ogli: Raymond Aron emlékiratai tükrében. Novosztyi Sajtóügynökség Kiadó. Moszkva, 1986
- Fejtô Ferenc: Raymond Aronról. Európai utas. Az Európai Együttműködés Folyóirata. A szerkesztőbizottság elnöke: Pomogáts Béla. 2001/2, 43. szám. Online: https://web.archive.org/web/20090524025425/http://www.hhrf.org/europaiutas/20012/17.htm
- Hermann István: Adalékok Raymond Aron portréjához. In: Filozófiai Figyelő, 1984/4.
- Lakatos György: Az ipari társadalom elméletéről. Raymond Aron nézeteinek bírálatához. Kossuth Kiadó. Budapest, 1975
- Novák, Miroslav: Raymond Aron a cseh eurorealizmus egyik forrása. In.: Politikatudományi Szemle. Főszerk.: Csizmadia Ervin. 17. évf. 4. sz. (2008), p. 103-118. Online: http://poltudszemle.hu/szamok/2008_4szam/2008_4_novak.pdf Archiválva 2014. augusztus 12-i dátummal a Wayback Machine-ben
- Stanley Hoffman: Raymond Aron és a nemzetközi kapcsolatok elmélete. Folyóiratszemle. In: Külügyi Szemle. Főszerkesztő: Kiss J. László. Budapest, 2007/2-3. szám. Letöltés: www.kulugyiintezet.hu/letoltes.php?letolt=4214